# Karol Rzyski
Karol Rzyski (ur. 1885 w Krąplewie, zm. 12 kwietnia 1956 w Poznaniu) – profesor, nauczyciel.
Dyplom doktora otrzymał w 1926 na wydziale humanistycznym Uniwersytetu Poznańskiego.
Uczył w Liceum im. Karola Marcinkowskiego w Poznaniu. Wykładał język angielski, francuski i niemiecki przed II wojną światową oraz w latach 1945-1950.
Od 1938 był członkiem Towarzystwa Miłośników Miasta Poznania. Należał również do Poznańskiego Towarzystwa Przyjaciół Nauk.